# Callopistria subroseata
Callopistria subroseata là một loài bướm đêm trong họ Noctuidae.